# Complejo ibérico de Coimbra del Barranco Ancho
El complejo ibérico de Coimbra del Barranco Ancho, cuya época corresponde al ibérico (siglos IV-II a. C.) que incluye un poblado, un santuario y tres necrópolis se localizada en el término municipal de Jumilla (Región de Murcia, España) en la falda del cerro de "El Maestre", estribación septentrional de la Sierra de Santa Ana, a unos 780 m sobre el nivel del mar, a una distancia de 4,5 km de la localidad.
El Poblado está delimitado por tramos de muralla y escarpes naturales, que facilitarían su defensa. su perímetro aproximado es de 3000 metros. Pueden identificarse restos de habitaciones, parcialmente excavadas. 
En el extremo Este se localiza la necrópolis del Poblado. Otras necrópolis son "La Senda", así denominada al situarse en la senda que une el Poblado con el cercado Monasterio de Santa Ana y la del "Barranco", situada por fuera de la muralla. Las tumbas se fechan entre 400 y 350 a. C. La Necrópolis del Poblado incluye la tumbas más relevantes de la aristocracia local, y presenta varios niveles superpuestos perdurando los enterramientos hasta el siglo II a. C.
Del Santuario no quedan más que algunos materiales consistentes en terracotas. Los materiales obtenidos en diferentes excavaciones y prospecciones se encuentran depositados en el Museo "Jerónimo Molina" de Jumilla, entre los que destacan el cipo funerario y otros fragmentos escultóricos atribuidos a la tumba 70 y los restos del monumento funerario del "El Prado (reconstrucción hipotética según Pedro Lillo Carpio) además de ajuares de tumbas que incluyen urnas cinerarias, con cerámica bicroma, cerámica ibérica y de importación, cerámicas tipo brasero, similares a las de Amarejo, objetos de adorno, armas y otros. El cipo funerario formaría parte de un pilar-estela junto a otros fragmentos escultóricos encontrados en la necrópolis del Poblado, entre los que se encuentran los fragmentos de un toro, naceta de gola decorada con guerreros tumbados, un fragmento de gola con decoración pseudovegetal y un fragmento de sillar. El cipo está decorado en tres de sus caras con relieve de jinetes y en una por una escena de despedida. García Cano, que ha propuesto una reconstrucción, lo data en el siglo IV a. C. y lo relaciona con el monumento funerario del Corral de Saus. 
Las excavaciones se inician por Jerónimo Molina a mediados de los 50 y continúan a partir de 1977 bajo la dirección de la Doctora Ana María Muñoz Amilibia, hasta la incorporación en 1985 del director actual José Miguel García Cano.